# Wahang
Wahang is een bestuurslaag in het regentschap Oost-Soemba van de provincie Oost-Nusa Tenggara, Indonesië. Wahang telt 1354 inwoners (volkstelling 2010).